# Claudia Lössl
Claudia Lössl (München, 2. listopada 1966.), njemačka glumica i sinkronizatorica.
Rodila se kao kćerka doktorice i glumca te je od mladosti bila angažirana na kazalištu. Privatno obrazovanje završila je kod Annelise Hofmann de Boe a lekcije pjevanja je apsorbirala kod Mary-Jane Matheany-Bruck u Hamburgu.
Glumila je u TV serijama "Tramitz & Firends", "Finanzamt Mitte" i "Dr. Stefan Frank", te povremeno i u TV filmovima, kao što je popularni serijal "Tatort: Der Fremdenwohner".
No u Njemačkoj je najpoznatija po svojem glasu koji je posudila u raznim filmovima i animiranim serijama. Između ostalog, posudila je glas Kelly Bundy u seriji "Bračne vode", Minako Aino u "Sailor Moon", Kikyo u "Inuyasha", Lisi Kudrow, Naomi Watts u "King Kong" (nominacija za nagradu "Die Silhouette 2006-der Synchron Fanpreis") i druge.

## Vanjske poveznice
- Proact-agentur.de
- Imdb.com